# Tostareds socken
Tostareds socken i Västergötland ingick i Marks härad, ingår sedan 1971 i Marks kommun och motsvarar från 2016 Tostareds distrikt.
Socknens areal är 24,20 kvadratkilometer varav 18,10 land. År 2000 fanns här 434 invånare.  Kyrkbyn Tostared med sockenkyrkan Tostareds kyrka ligger i socknen.   

## Administrativ historik
Socknen har medeltida ursprung.
Vid kommunreformen 1862 övergick socknens ansvar för de kyrkliga frågorna till Tostareds församling och för de borgerliga frågorna bildades Tostareds landskommun. Landskommunen uppgick 1952 i Västra Marks landskommun som 1971 uppgick i Marks kommun. Församlingen uppgick 2011 i Västra Marks församling.
1 januari 2016 inrättades distriktet Tostared, med samma omfattning som församlingen hade 1999/2000.  
Socknen har tillhört län, fögderier, tingslag och domsagor enligt vad som beskrivs i artikeln Marks härad. De indelta soldaterna tillhörde Älvsborgs regemente, Marks kompani.

## Geografi
Tostareds socken ligger norr om Varberg med Lygnern i nordväst. Socknen är en kuperad skogsbygd med inslag av odlingsbygd.
I socknen finns byarna Kulla, Sandryd, Vatared och Stommen (Tostared), samt omgivande skogs- och jordbruksbygd. Förutom jord- och skogsbruk finns flera småföretag, bland annat café, orgelfabrik, snickerifabrik, vandrarhem, eternellodling, hattillverkare, samt förskola.

## Fornlämningar
Boplatser från stenåldern är funna.

## Namnet
Namnet skrevs 1486 Torstaridh och kommer från kyrkbyn. Namnet kan innehålla mansnamnet To(r)ste och ryd, 'röjning'.